# Impresa comune SESAR
L'Impresa comune SESAR (SESAR JU, dall'inglese SESAR Joint Undertaking) è un partenariato pubblico-privato europeo che gestisce il progetto SESAR, volto a modernizzare il controllo del traffico aereo in Europa.
Essa coordina tutti gli enti che all'interno dell'Unione europea si impegnano nella ricerca e sviluppo di questo settore per migliorare i costi, la capacità, la sicurezza e l'impatto ambientale della gestione del traffico aereo.

## Struttura
L'impresa comune SESAR è stata istituita dal regolamento n. 219/2007 del Consiglio. Può istituire partenariati pubblico-privato, finanziati congiuntamente dall'industria e dall'UE, per contribuire a eseguire i suoi compiti ed erogare fondi.
Il consiglio di amministrazione e l'ufficio del direttore esecutivo, i principali organi esecutivi, gestiscono i programmi SESAR. L'organico dell'Impresa comune conta 39 impiegati. L'attuale direttore è il francese Florian Guillermet.
Il consiglio di amministrazione è composto da rappresentanti della Commissione europea, di Eurocontrol, di partenariati pubblico-privato e delle parti interessate provenienti dall'UE e da istituzioni nazionali.
La sede dell'Impresa comune è a Bruxelles.

## Funzionamento
I programmi SESAR (SESAR1 e SESAR2020) coordinano la ricerca sulla gestione del traffico aereo (ATM). Entrambi sono strutturati con le seguenti fasi:
- ricerca esplorativa;
- ricerca industriale e convalida;
- dimostrazioni su scala molto ampia.

Inoltre, l'impresa comune SESAR mantiene e attua il piano generale ATM europeo per modernizzare la gestione del traffico aereo e collegare la ricerca e sviluppo di SESAR con l'attuazione. Continua ad offrire assistenza specialistica alla Commissione europea su tutti gli altri temi in relazione all'iniziativa "Cielo unico europeo".
SESAR1 dura fino alla fine del 2016, mentre SESAR2020 continuerà con diversi membri del partenariato pubblico-privato fino al 2024.